# Poecilominettia ordinaria
Poecilominettia ordinaria är en tvåvingeart som först beskrevs av Axel Leonard Melander 1913.  Poecilominettia ordinaria ingår i släktet Poecilominettia och familjen lövflugor. Inga underarter finns listade i Catalogue of Life.